# Kōnstantinos Triantafyllopoulos
Kōnstantinos Triantafyllopoulos (Κωνσταντίνος Τριανταφυλλόπουλος; Corinto, 3 aprile 1993) è un calciatore greco, difensore dell'Asteras Tripolīs.

## Caratteristiche tecniche
Difensore centrale, può giocare anche come terzino destro.

## Carriera

### Club
Ha giocato nella prima divisione greca ed in quella polacca.

### Nazionale
Ha giocato nella nazionale greca Under-19.
Ha partecipato ai Mondiali Under-20 del 2013; successivamente ha giocato anche nella nazionale greca Under-21.

## Statistiche

### Presenze e reti nei club
Statistiche aggiornate al 14 febbraio 2016.
| Stagione        | Squadra          | Campionato      | Campionato | Campionato | Coppe nazionali | Coppe nazionali | Coppe nazionali | Coppe continentali | Coppe continentali | Coppe continentali | Altre coppe | Altre coppe | Altre coppe | Totale | Totale |
| Stagione        | Squadra          | Comp            | Pres       | Reti       | Comp            | Pres            | Reti            | Comp               | Pres               | Reti               | Comp        | Pres        | Reti        | Pres   | Reti   |
| --------------- | ---------------- | --------------- | ---------- | ---------- | --------------- | --------------- | --------------- | ------------------ | ------------------ | ------------------ | ----------- | ----------- | ----------- | ------ | ------ |
| 2012-2013       | Panathīnaïkos    | SL              | 15         | 0          | CG              | 3               | 0               | UCL+UEL            | 0+2                | 0                  | -           | -           | -           | 20     | 0      |
| 2013-2014       | Panathīnaïkos    | SL              | 26+5       | 1          | CG              | 8               | 0               | -                  | -                  | -                  | -           | -           | -           | 39     | 1      |
| 2014-2015       | Panathīnaïkos    | SL              | 20+2       | 1          | CG              | 5               | 0               | UCL+UEL            | 2+7                | 0                  | -           | -           | -           | 36     | 1      |
| 2015-gen. 2016  | Panathīnaïkos    | SL              | 4          | 0          | CG              | 2               | 0               | UCL                | 2+0                | 0                  | -           | -           | -           | 8      | 0      |
| gen. 2016-      | Asteras Tripolis | SL              | 1          | 0          | CG              | 1               | 0               | UEL                | 0                  | 0                  | -           | -           | -           | 2      | 0      |
| Totale carriera | Totale carriera  | Totale carriera | 65+7       | 2          |                 | 19              | 0               |                    | 13                 | 0                  |             | -           | -           | 104    | 2      |

## Palmarès

### Club

#### Competizioni nazionali
- Coppa di Grecia: 1

Panathinaikos: 2013-2014